# Tratado Sikorski-Mayski
Tratado Sikorski-Mayski foi um acordo firmado entre a Polônia e a União Soviética, assinado em Londres em 30 de julho de 1941. Seu nome vem de seus dois mais notáveis signatários: o primeiro-ministro polonês no exílio Władysław Sikorski e o embaixador soviético no Reino Unido Ivan Maisky.
Após assinar o Pacto de Não Agressão Germânico-Soviético em 1939, a União Soviética participou da invasão da Polônia e de seu subsequente desmembramento. As autoridades soviéticas declararam a Polônia como um Estado não-existente e todos os poloneses da área anexada pela URSS passaram a ser tratados como cidadãos soviéticos. Cerca de 2 milhões de cidadãos poloneses forma presos, incluindo 250 mil prisioneiros de guerra e 1,5 milhão de deportados pela NKVD e outros órgãos do governo soviético.
Quando a situação mudou completamente, com a invasão da União Soviética pela Alemanha Nazista em junho de 1941, Josef Stalin começou a procurar ajuda de outros países contra os alemães. Encorajado pelo ministro das Relações Exteriores britânico Anthony Eden, Sikorski, o primeiro ministro do governo polonês deposto em 1939 e então exilado em Londres, abriu negociações com o embaixador soviético, Ivan Maisky, para o reestabelecimento das relações diplomáticas entre os dois países. Sikorski foi o arquiteto do tratado acordado entre os dois governos, assinado em 30 de julho de 1941. Uma aliança militar subsequente foi assinada em Moscou em 14 de agosto. No fim do ano, Sikorski foi a Moscou com uma missão diplomática.
Stalin concordou em declarar nulo todos os pactos anteriores assinados com Adolf Hitler, invalidando o Pacto Molotov-Ribbentrop de 1939 e em libertar dezenas de milhares de prisioneiros poloneses dos campos de concentração além de uma anistia a outros, dos quais 40 mil deles formariam um exército polonês no leste da Rússia, o Exército de Anders, mais tarde II Corpo Polonês, sob o comando do tenente-general Władysław Anders.
O destino de milhares de soldados poloneses, executados pelos soviéticos no Massacre de Katyn, em 1940, porém, continuaria desconhecido ainda por mais dois anos, o que iria ter um enorme peso nas subsequentes relações entre a Polônia e a União Soviética.[carece de fontes?]